# Eromanga
Eromanga is een plaats in de Australische deelstaat Queensland en telt 171 inwoners (2006).
- Virtual International Authority File: 237722252